# George Finch (1835-1907)
Pour l’article homonyme, voir George Finch.
George Henry Finch, né le 20 février 1835 et mort le 22 mai 1907 à Burley, est un homme politique britannique. Il est député de Rutland de 1867 à sa mort en 1907, aux côtés de Gerard Noel (1867-1883) et James Lowther (1883-1885), avant que la représentation de la circonscription ne soit ramenée de deux à un député en 1885.

## Biographie
Son père, également appelé George Finch, est un riche propriétaire foncier du Rutland et un membre conservateur de la Chambre des communes des années 1820 aux années 1840 ; sa mère, Lady Louise Finch, est fille du duc de Beaufort. Après des études à l'université d'Oxford, G.H. Finch entre à son tour en politique sous les couleurs du Parti conservateur. Il est élu député du Rutland à l'occasion d'une élection partielle en novembre 1867, à l'âge de 32 ans. Il représentera cette circonscription à la Chambre des communes jusqu'à sa mort, à l'issue d'une longue carrière de député d'arrière-ban. Doyen de la Chambre à partir de janvier 1906, il meurt au manoir de Burley House, le domicile familial hérité de son père, en mai 1907,. Son siège parlementaire vacant est remporté par le conservateur John Gretton, champion olympique de voile aux Jeux de 1900.